# میچر
میچر (به لاتین: Mecher) یک منطقهٔ مسکونی در لوکزامبورگ است که در لاک دو لا اوت-سور واقع شده‌است.